# Tarr Steps

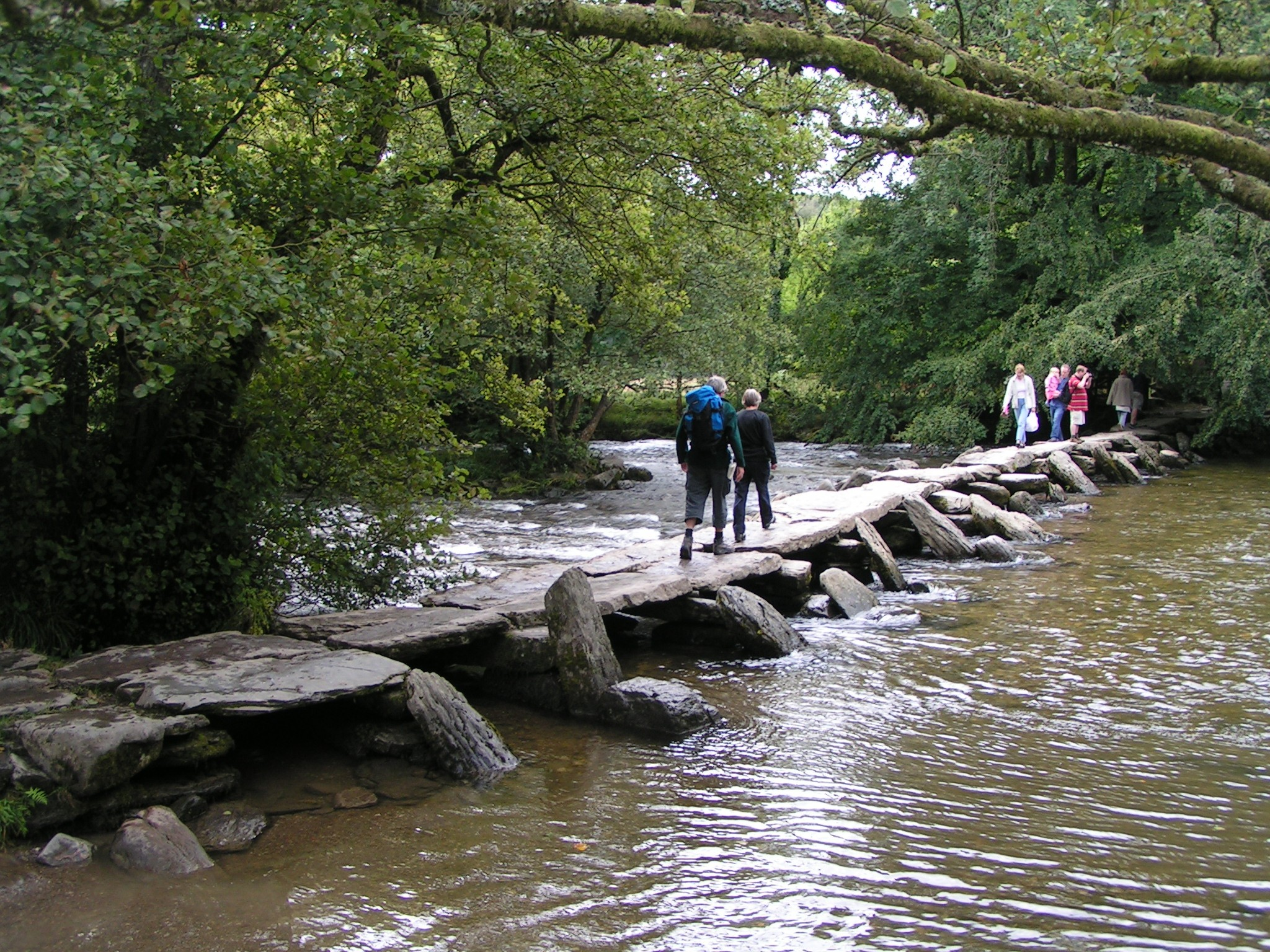
Tarr Steps

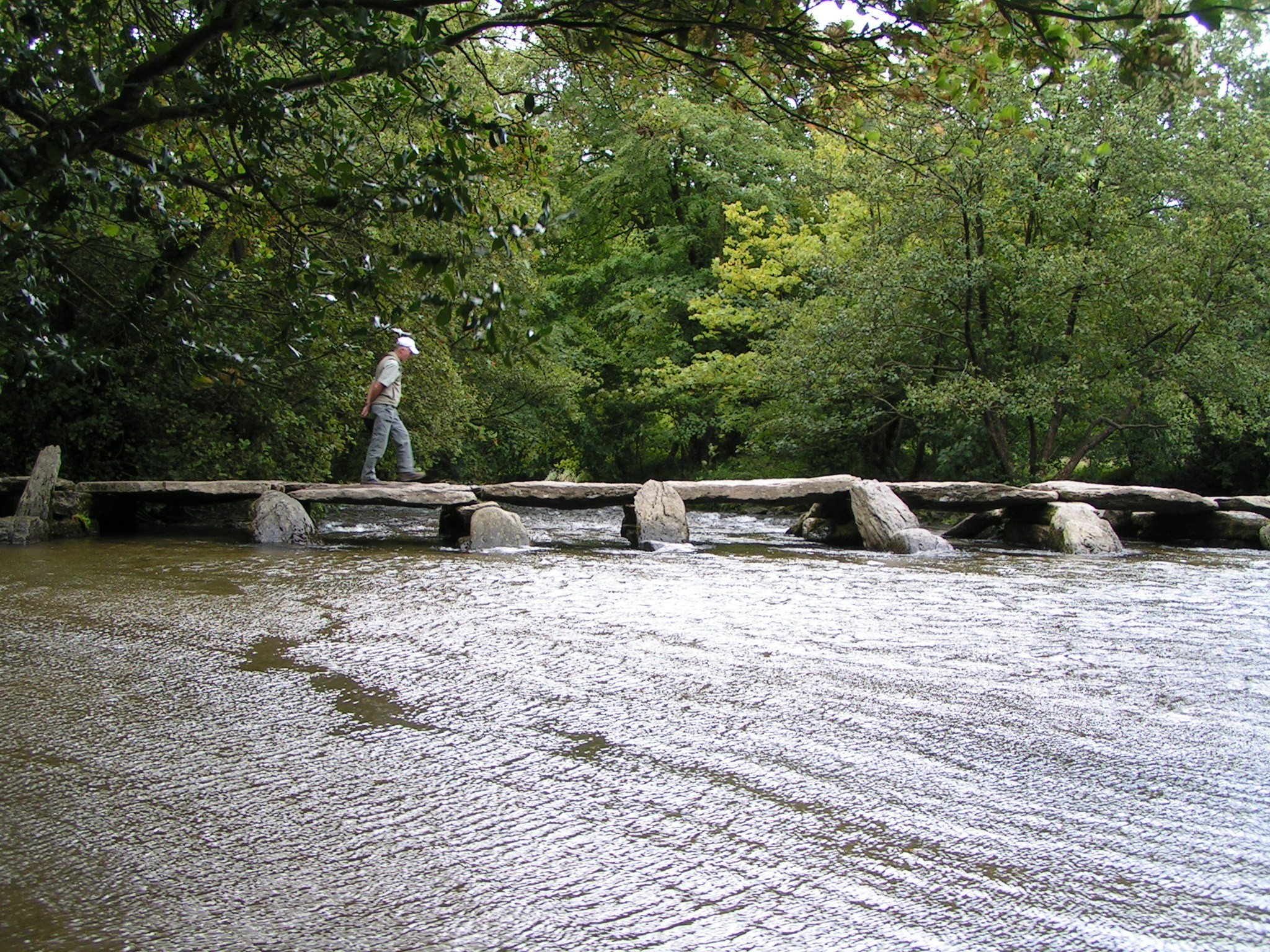
Tarr Steps

Die Tarr Steps liegen im Exmoor-Nationalpark, im bewaldeten Flusstal des Barle, ca. 5 Meilen nordwestlich von Dulverton.

## Geschichte
Das Alter der Steinplattenbrücke ist umstritten. Einige schreiben ihr eine prähistorische Herkunft zu, offenbar unterstützt von den bronzezeitlichen Wegen, die sich hier kreuzen, sowie dem Namen, der sich vom keltischen Lochar für Damm ableitet. Es gibt jedoch keine Beweise für eine frühe Bauzeit und die ersten Aufzeichnungen über die Tarr Steps stammen aus der Tudorzeit. So ist man sich weitgehend einig, dass das Brückenbauwerk aus dem Mittelalter stammt. 

## Legende
Nach einer Legende wurde die Brücke vom Teufel als Platz zum Sonnenbaden errichtet, und er wollte jede Kreatur vernichten, die sie zu überqueren versuchte. Als ihm ein Pastor gegenübertrat, bedachte er ihn mit einer Flut von gotteslästerlichen Flüchen. Der Pastor hatte jedoch auf alles die passende Antwort und der Teufel war so beeindruckt, dass er die kostenlose Nutzung der Brücke erlaubte.

## Konstruktion
Vom Konstruktionstyp her sind die Tarr Steps eine Steinplattenbrücke. Sie ist etwa 55,0 m lang und besteht aus 17 Sandstein-Platten, die etwa 1,0 m über dem Wasser, lose auf Pfeilern liegen. Wegen des in neuerer Zeit gestiegenen Wasserspiegels wurden bei Hochwasser mehrfach Platten weggespült; inzwischen wurden sie nach Wiederherstellung nummeriert und gesichert. 